# Peter Czernin
Conte Peter John Joseph Czernin von und zu Chudenitz (1º gennaio 1966) è un produttore cinematografico britannico, candidato a due Premi Oscar al miglior film.

## Biografia
Peter John Joseph Czernin von und zu Chudenitz, membro della famiglia nobiliare Czernin, è l'unico figlio del conte Josef Czernin von und zu Chudenitz, nato a Praga nel 1924 e morto a Londra nel 2015, e Mary Hazel Caridwen Scott-Ellis, X baronessa Howard de Walden. È l'erede del titolo nobiliare di barone Howard de Walden, creato nel 1597 dalla Elisabetta I d'Inghilterra per l'ammiraglio Thomas Howard, I conte di Suffolk. Ha frequentato l'Eton College, dove ha condiviso la stanza con il 75º primo ministro del Regno Unito David Cameron. Nel 2005, ha fondato con Graham Broadbent la Blueprint Pictures. Nel 2018, è stato candidato al Premio Oscar al miglior film per Tre manifesti a Ebbing, Missouri di Martin McDonagh. Nel 2023, è stato candidato al suo secondo Oscar per Gli spiriti dell'isola.

## Vita privata
Il 17 settembre 1994, ha sposato a Cambridge Lucinda Suzanne Wright, dalla quale ha avuto due figli.

## Filmografia

### Produttore

#### Cinema
- Maial Campers - Porcelloni al campeggio (Happy Campers), regia di Daniel Waters (2001)
- Gladiatress, regia di Briant Grant (2004)
- Piccadilly Jim, regia di John McKay (2004)
- Wind Chill - Ghiaccio rosso sangue (Wind Chill), regia di Gregory Jacobs (2007)
- In Bruges - La coscienza dell'assassino (In Bruges), regia di Martin McDonagh (2008)
- Marigold Hotel, regia di John Madden (2011)
- Now Is Good, regia di Ol Parker (2012)
- 7 psicopatici (Seven Psychopaths), regia di Martin McDonagh (2012)
- Posh, regia di Lone Scherfig (2014)
- Ritorno al Marigold Hotel (The Second Best Exotic Marigold Hotel), regia di John Madden (2015)
- The Last Dragonslayer, regia di Jamie Magnus Stone (2016)
- Tre manifesti a Ebbing, Missouri (Three Billboards Outside Ebbing, Missouri), regia di Martin McDonagh (2017)
- Il mistero di Donald C. (The Mercy), regia di James Marsh (2018)
- Il club del libro e della torta di bucce di patata di Guernsey (The Guernsey Literary and Potato Peel Pie Society), regia di Mike Newell (2018)
- Emma., regia di Autumn de Wilde (2020)
- L'ultima lettera d'amore (The Last Letter from Your Lover), regia di Augustine Frizzell (2021)
- Un bambino chiamato Natale (A Boy Called Christmas), regia di Gil Kenan (2021)
- L'amante di Lady Chatterley (Lady Chatterley's Lover), regia di Laure de Clermont-Tonnerre (2022)
- Gli spiriti dell'isola (The Banshees of Inisherin), regia di Martin McDonagh (2022)
- Estranei (All of Us Strangers), regia di Andrew Haigh (2023)
- Cattiverie a domicilio (Wicked Little Letters), regia di Thea Sharrock (2023)
- The Beautiful Game, regia di Thea Sharrock (2024)

#### Televisione
- The Outcast, regia di Iain Softley – miniserie TV, 2 puntate (2015)
- The Last Dragonslayer, regia di Jamie Magnus Stone - film TV (2016)
- A Very English Scandal, regia di Stephen Frears – miniserie TV, 3 puntate (2018)
- A Very British Scandal, regia di Anne Sewitsky – miniserie TV, 3 puntate (2021)

### Attore
- Scalciando e strillando (Kicking and Screaming), regia di Noah Baumbach (1995)

## Doppiatori italiani
Nelle versioni in italiano delle opere in cui ha recitato, è stato doppiato da:
- Giorgio Borghetti in Scalciando e strillando

## Riconoscimenti
- Premio Oscar
  - 2018 - Candidatura al miglior film per Tre manifesti a Ebbing, Missouri
  - 2023 - Candidatura al miglior film per Gli spiriti dell'isola
- Gotham Independent Film Awards
  - 2022 - Candidatura al miglior film internazionale per Gli spiriti dell'isola
  - 2023 - Candidatura al miglior film internazionale per Estranei
- Premio BAFTA
  - 2009 - Candidatura al miglior film britannico per In Bruges - La coscienza dell'assassino
  - 2013 - Candidatura al miglior film britannico per 7 psicopatici
  - 2013 - Candidatura al miglior film britannico per Marigold Hotel
  - 2018 - Miglior film per Tre manifesti a Ebbing, Missouri
  - 2018 - Miglior film britannico per Tre manifesti a Ebbing, Missouri
  - 2023 - Candidatura al miglior film per Gli spiriti dell'isola
  - 2023 - Miglior film britannico per Gli spiriti dell'isola
  - 2024 - Candidatura al miglior film britannico per Estranei

## Ascendenza
|                                                |                                                  |                                              | Genitori                             |  |  | Nonni |  |  | Bisnonni                     |  |  | Trisnonni                     |  |
|                                                |                                                  |                                              |                                      |  |  |       |  |  | Joseph Czernin von Chudenitz |  |  | Ottokar Czernin von Chudenitz |  |
|                                                |                                                  |                                              |                                      |  |  |       |  |  | Joseph Czernin von Chudenitz |  |  | Ottokar Czernin von Chudenitz |  |
|                                                |                                                  | Rosina von Colloredo-Wallsee                 |                                      |  |  |       |  |  | Joseph Czernin von Chudenitz |  |  |                               |  |
| Frantisek Czernin von Chudenitz                |                                                  |                                              |                                      |  |  |       |  |  | Joseph Czernin von Chudenitz |  |  |                               |  |
|                                                |                                                  | Maria des Fours-Walderode                    | Franz des Fours-Walderode            |  |  |       |  |  |                              |  |  |                               |  |
|                                                |                                                  | Maria des Fours-Walderode                    | Franz des Fours-Walderode            |  |  |       |  |  |                              |  |  |                               |  |
|                                                |                                                  | Maria des Fours-Walderode                    | Maria Anna Františka Mayersbachová   |  |  |       |  |  |                              |  |  |                               |  |
| Josef Czernin von Chudenitz                    |                                                  | Maria des Fours-Walderode                    |                                      |  |  |       |  |  |                              |  |  |                               |  |
|                                                |                                                  | Artur Clanner von Engelshofen                | Ferdinand Clanner von Engelshofen    |  |  |       |  |  |                              |  |  |                               |  |
|                                                |                                                  | Artur Clanner von Engelshofen                | Ferdinand Clanner von Engelshofen    |  |  |       |  |  |                              |  |  |                               |  |
|                                                |                                                  | Artur Clanner von Engelshofen                | Emilie Johanna Faltis                |  |  |       |  |  |                              |  |  |                               |  |
| Wilhelmine Clanner von Engelshofen             |                                                  | Artur Clanner von Engelshofen                |                                      |  |  |       |  |  |                              |  |  |                               |  |
|                                                |                                                  | Anna von Thun und Hohenstein                 | Theodor von Thun und Hohenstein      |  |  |       |  |  |                              |  |  |                               |  |
|                                                |                                                  | Anna von Thun und Hohenstein                 | Theodor von Thun und Hohenstein      |  |  |       |  |  |                              |  |  |                               |  |
|                                                |                                                  | Anna von Thun und Hohenstein                 | Marie Kinsky von Wchinitz und Tettau |  |  |       |  |  |                              |  |  |                               |  |
| Peter Czernin von Chudenitz                    |                                                  | Anna von Thun und Hohenstein                 |                                      |  |  |       |  |  |                              |  |  |                               |  |
|                                                | Thomas Scott-Ellis, VIII barone Howard de Walden | Frederick Ellis, VII barone Howard de Walden |                                      |  |  |       |  |  |                              |  |  |                               |  |
|                                                | Thomas Scott-Ellis, VIII barone Howard de Walden | Frederick Ellis, VII barone Howard de Walden |                                      |  |  |       |  |  |                              |  |  |                               |  |
|                                                | Thomas Scott-Ellis, VIII barone Howard de Walden | Blanche Holden                               |                                      |  |  |       |  |  |                              |  |  |                               |  |
| John Scott-Ellis, IX barone Howard de Walden   | Thomas Scott-Ellis, VIII barone Howard de Walden |                                              |                                      |  |  |       |  |  |                              |  |  |                               |  |
|                                                |                                                  | Margherita van Raalte                        | Charles van Raalte                   |  |  |       |  |  |                              |  |  |                               |  |
|                                                |                                                  | Margherita van Raalte                        | Charles van Raalte                   |  |  |       |  |  |                              |  |  |                               |  |
|                                                |                                                  | Margherita van Raalte                        | Florence Clow                        |  |  |       |  |  |                              |  |  |                               |  |
| Mary Scott-Ellis, X baronessa Howard de Walden |                                                  | Margherita van Raalte                        |                                      |  |  |       |  |  |                              |  |  |                               |  |
|                                                |                                                  | Hans Albrecht von Harrach                    | Ferdinand von Harrach                |  |  |       |  |  |                              |  |  |                               |  |
|                                                |                                                  | Hans Albrecht von Harrach                    | Ferdinand von Harrach                |  |  |       |  |  |                              |  |  |                               |  |
|                                                |                                                  | Hans Albrecht von Harrach                    | Hélène von Pourtalès                 |  |  |       |  |  |                              |  |  |                               |  |
| Irene von Harrach                              |                                                  | Hans Albrecht von Harrach                    |                                      |  |  |       |  |  |                              |  |  |                               |  |
|                                                |                                                  | Helene von und zu Arco-Zinneberg             | Maximilian von Arco-Zinneberg        |  |  |       |  |  |                              |  |  |                               |  |
|                                                |                                                  | Helene von und zu Arco-Zinneberg             | Maximilian von Arco-Zinneberg        |  |  |       |  |  |                              |  |  |                               |  |
|                                                |                                                  | Helene von und zu Arco-Zinneberg             | Olga von Werther                     |  |  |       |  |  |                              |  |  |                               |  |
|                                                |                                                  | Helene von und zu Arco-Zinneberg             |                                      |  |  |       |  |  |                              |  |  |                               |  |